# Torre Europa

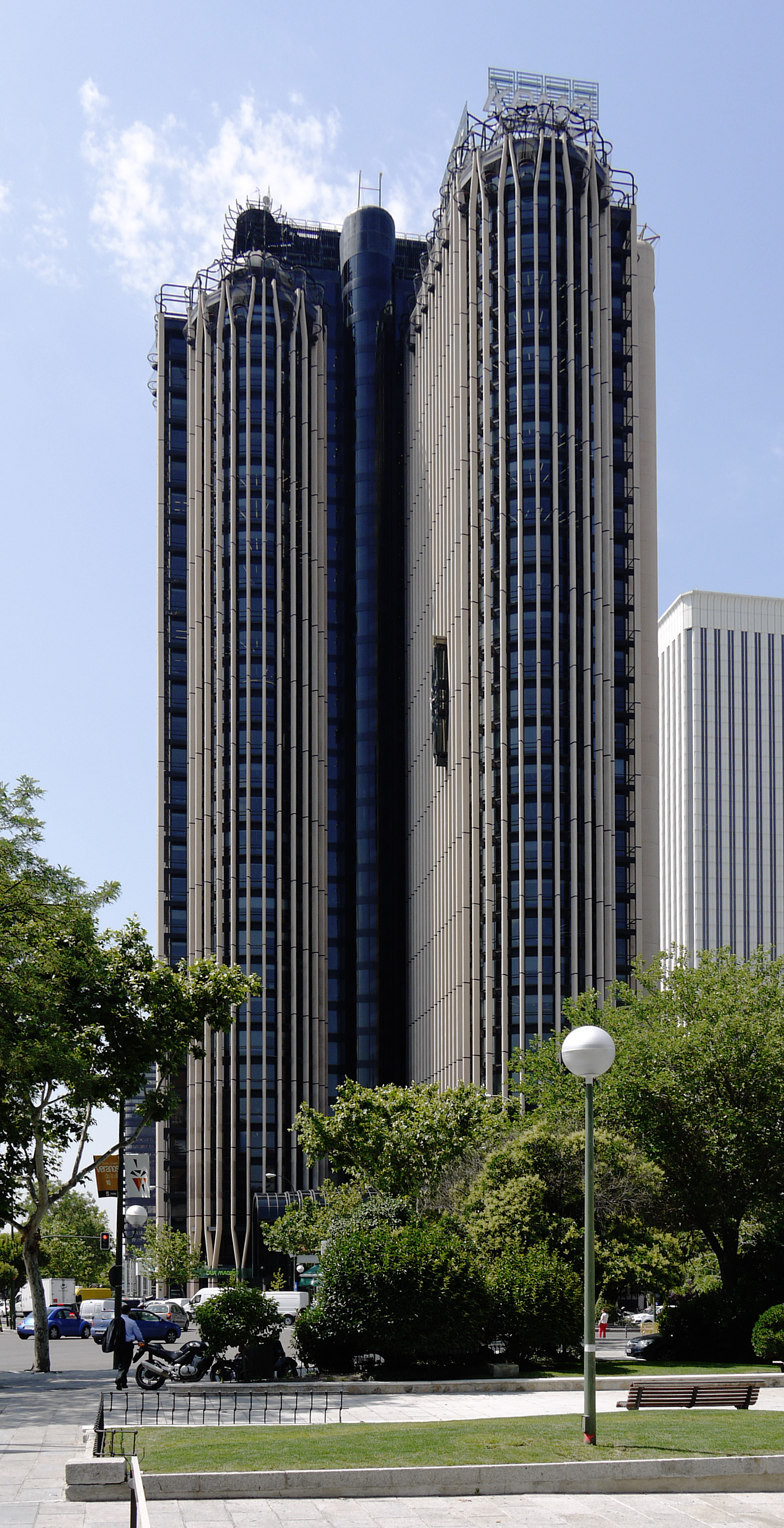
Torre Europa.

Torre Europa ("Europatornet") är en 30 våningar hög skyskrapa i Madrid. Byggnaden är Madrids sjunde högsta med sina 121 meter.
Torre Europa reser sig i intill Paseo de la Castellana, inte långt från Nuevos Ministerios och är en del av affärskomplexet AZCA, mer exakt i korsningen mellan Avenida del General Perón och Paseo de la Castellana (nr 95). Kvarteren omkring har ett omfattande nattliv. 
Byggnaden uppfördes 1985. Den ritades av arkitekten Miguel Oriol e Ybarra och räknas som ett av hans mest betydande verk. Fasaden är mycket lik de äldre World Trade Centerbyggnaderna i Madrid, men byggnadens bas är annorlunda. Högst upp i byggnaden finns en stor upplyst klocka som syns väl på natten.
Bland de företag som har sina lokaler i byggnaden finns Euler Hermes, Caja Madrid, Espacio SA, Marina d'Or, Necso, Bovis Lend Lease, Otis España, Optimedia, Zardoya Otis, Inmobiliaria Espacio SL och KPMG med flera.

## Incidenter
Den 5 oktober 1990 utbröt en brand på 29:e våningen, lyckligtvis utan allvarligare konsekvenser. Terroristgruppen ETA utförde ett attentat mot byggnaden den 1 maj 2002 med 20 kg sprängmedel, men skadorna begränsades till några förstörda fönster.